# اتحاد الفنانين الأذربيجانيين
اتحاد الفنانين الأذربيجانيين (بالأذرية: Azərbaycan Rəssamlar İttifaqı) هي منظمة عامة إبداعية للفنانين المحترفين في أذربيجان.

## نشاته
بدأ الاتحاد نشاته في 1920 و عملت كالجنة المنظمة للفنانين الأذربيجانيين في 1932 وتم تأسيسها في المؤتمر الأول للفنانين الأذربيجانيين في عام 1940.
في المؤتمر التأسيسي الذي انعقد في 18 مارس 1992، باعتماد ميثاق اتحاد الفنانين الأذربيجانيين، تم إعلان اتحاد الفنانين الأذربيجانيين المستقل.
اتحاد الفنانين الأذربيجانيين هو واحد من مؤسسي الاتحاد الدولي لنقابات الفنانين. 
خلال أنشطتها، تم عقد 15 مؤتمرا.
احتفل اتحاد الفنانين الأذربايجيين الذكرى 65، في عام 2006.
مدير اتحاد الفنانين الأذربيجانيين هو فرحاد خليلوف، سكرتير الاتحاد فنان الشعب أغالي إبراهيموف.